# Icaraí de Minas
Icaraí de Minas är en kommun i Brasilien.   Den ligger i delstaten Minas Gerais, i den sydöstra delen av landet, 300 km öster om huvudstaden Brasília. Antalet invånare är 10 737.
Omgivningarna runt Icaraí de Minas är huvudsakligen savann. Runt Icaraí de Minas är det glesbefolkat, med 13 invånare per kvadratkilometer.